# Ripanj
Ripanj (en serbe cyrillique : Рипањ) est une localité de Serbie située dans la municipalité de Voždovac et sur le territoire de la ville de Belgrade. Au recensement de 2011, elle comptait 10 918 habitants.
Ripanj est officiellement classé parmi les villages de Serbie.

## Géographie

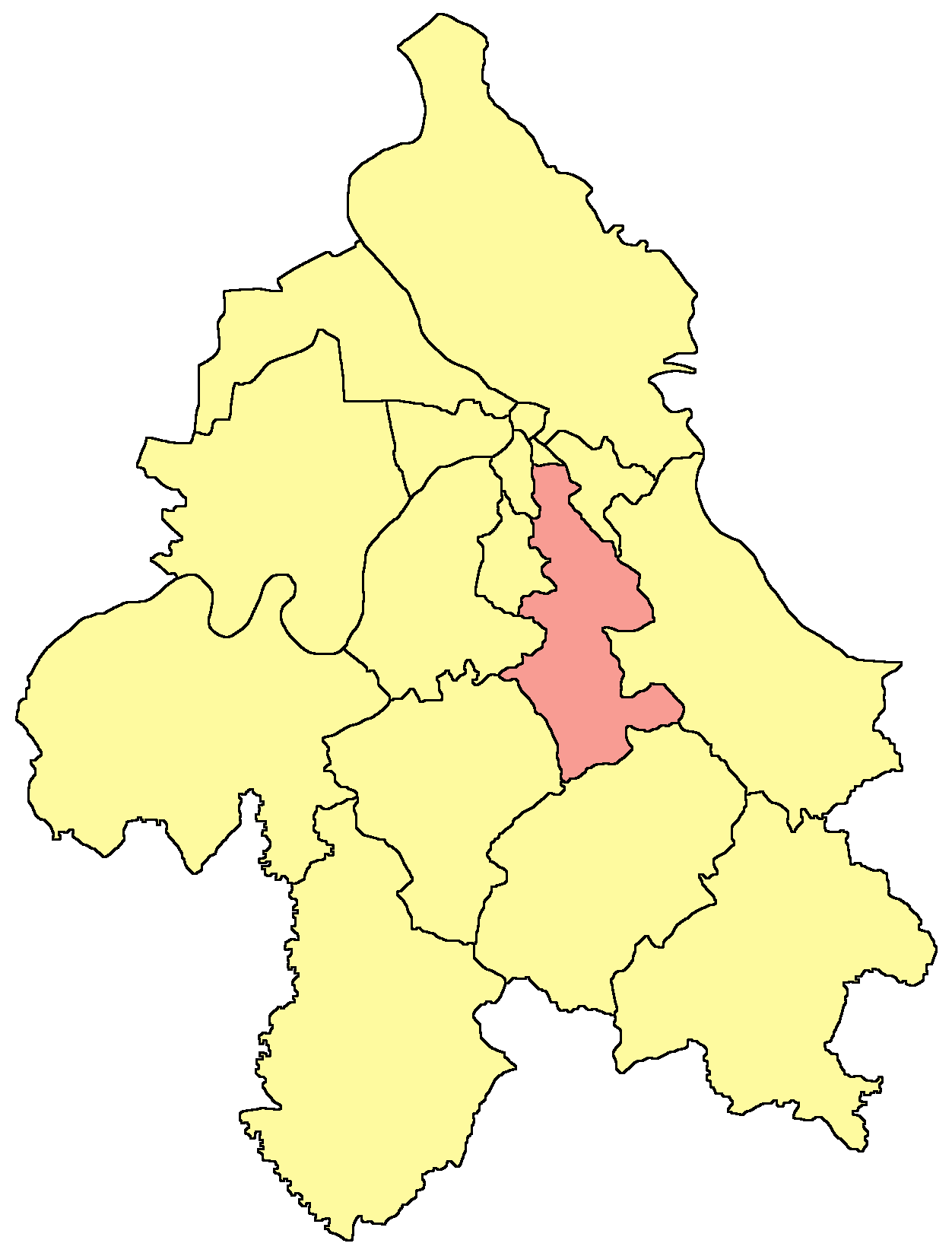
Localisation de la municipalité de Voždovac dans la Ville de Belgrade

Ripanj est situé à quelque 30 km au sud de Belgrade, sur les pentes septentrionales du mont Avala, dans la vallée de la Topčiderska reka. La localité est encore située près de la forêt de Lipovica (en serbe : Lipovička šuma), aux confins des municipalités de Voždovac, Barajevo et Sopot.

## Histoire
Le site archéologique de Čaršija Ripanj (en serbe cyrillique : Археолошко налазиште Чаршија Рипањ ; en serbe latin : Arheološko nalazište Čaršija Ripanj) est situé sur le territoire de la localité, sur les pentes d'une colline qui descend depuis la route Belgrade–Ripanj en direction de la Topčiderska reka. Il a été fouillé systématiquement en 1904. D'après la structure des habitations, la structure et la décoration des céramiques et la forme et le traitement des statuettes retrouvées sur le site, le village appartient à la culture de Vinča-Pločnik (vers 5150 av. J.-C.). Parmi les découvertes les plus remarquables, on peut signaler des figurines décorées de motifs représentant des bijoux et des vêtements. En raison de son importance, le site est aujourd'hui inscrit sur la liste des biens culturels protégés de la Ville de Belgrade.
On croit que le nom de Ripanj provient d'un grand rocher situé dans le secteur et appelé Ripa. La localité se trouve à l'emplacement d'une ancienne zone minière, connue déjà des Romains, qui y extrayaient du mercure et de l'argent. Ces mines furent ensuite exploitées par les Saxons. Un des plus importants centres industriels serbes du début du XXe siècle, Đorđe Vajfert, y possédait aussi des mines. L'extraction du mercure au mont Avala cessa dans la seconde moitié du XXe siècle.
Le village est mentionné pour la première fois dans un defter (recensement) ottoman du XVIe siècle, sous le nom de Hripanj (Hribne). Entre 1528 et 1530, il comptait 14 foyers et son peuplement prit de l'ampleur seulement au XVIIIe siècle.
Le village de Ripanj ouvrit sa première école en 1824. La première église de la localité, fondée par le prince Miloš Obrenović y fut bâtie en 1820 ;  cette petite église en bois crkva brvanara) fut remplacée par la vaste église de la Sainte-Trinité, construite entre 1892 et 1894 ; de plan carré, elle a été conçue comme un édifice à nef unique avec une voûte en berceau, doté d'une petite abside demi-circulaire ; le narthex est surmonté d'un clocher octogonal. Les façades sont réalisées dans l'esprit de l'architecture médiévale serbe, avec un mélange des écoles de la Raška et de la Morava, mais aussi avec une influence de l'architecture néoromantique.

## Démographie

### Évolution historique de la population
| 1948  | 1953  | 1961   | 1971   | 1981   | 1991   | 2002   | 2011   |
| ----- | ----- | ------ | ------ | ------ | ------ | ------ | ------ |
| 7 475 | 8 255 | 10 533 | 10 673 | 10 463 | 10 571 | 10 741 | 10 918 |

|  |

## Culture
L'association culturelle Milan Đ. Milićević, créée en 1975, anime un ensemble de danse et de musique folkloriques ; la localité abrite également une maison de la culture.

## Éducation
Ripanj dispose de deux écoles élémentaires (en serbe : (osnovne škole), les écoles Vojvoda Putnik et Vuk Karadžić.

## Économie
Ripanj est encore largement une localité agricole. En revanche, l'usine Elektrosrbija y est installée.

## Transports
Sur le plan des transports en commun, Ripanj est desservie par la ligne de bus 534 (Cerak vinogradi – Ripanj) de la société GSP Beograd, qui permet de rejoindre le quartier de Cerak vinogradi, dans la ville de Belgrade intra muros.
La localité sert de terminus à la ligne 2 (Ripanj - Resnik - Rakovica - Pančevo Vojlovica) du réseau express régional Beovoz, qui la relie au centre de la capitale serbe et, au-delà vers le nord, jusqu'à Pančevo dans le district du Banat méridional et dans la province de Voïvodine et à la ligne 3 (Stara Pazova - Batajnica - Beograd Centar - Rakovica - Resnik - Ripanj), qui la relie directement au centre de la capitale serbe et, au-delà vers le nord, jusqu'à Stara Pazova en Syrmie. La ligne 5 (Nova Pazova - Batajnica - Beograd Centar - Rakovica - Resnik - Mladenovac) la relie également au centre de Belgrade et, au-delà vers le nord, à Nova Pazova et, vers le sud, à Mladenovac.

## Personnalité
Milan Đ. Milićević (1831-1908) est né à Ripanj ; romancier et nouvelliste, il fut également une personnalité politique du royaume de Serbie ; il était également géographe, ethnographe et historien.